# إينتشة
إينتشة هي قرية في مقاطعة مشكين شهر، إيران. عدد سكان هذه القرية هو 25 في سنة 2006.